# Chano Takayuki
Chano Takayuki (茶野 隆行 sinh ngày 23 tháng 11 năm 1976) là một cựu cầu thủ bóng đá Nhật Bản. Anh từng khoác áo Đội tuyển bóng đá quốc gia Nhật Bản.

## Thống kê sự nghiệp
| Đội tuyển bóng đá Nhật Bản | Đội tuyển bóng đá Nhật Bản | Đội tuyển bóng đá Nhật Bản |
| Năm                        | Trận                       | Bàn                        |
| -------------------------- | -------------------------- | -------------------------- |
| 2004                       | 3                          | 0                          |
| 2005                       | 4                          | 0                          |
| Tổng cộng                  | 7                          | 0                          |